# Paulo Bengtson
Paulo Eduardo Maestri Bengtson (Vitória da Conquista, 6 de janeiro de 1974) é um médico veterinário, pastor evangélico e político brasileiro filiado ao Partido Trabalhista Brasileiro (PTB) e atualmente é Secretário de Estado de Desenvolvimento Econômico, Mineração e Energia do Pará no governo de Helder Barbalho.

## Vida
Paulo Bengtson foi eleito vereador da cidade de Belém em 2012, reeleito para o segundo mandato na Câmara Municipal da capital paraense em 2016; em 2018 conquistou uma vaga na Câmara dos deputados federais. É membro da Frente Parlamentar de Agricultura, integrante titular da comissão de meio ambiente e corregedor da câmara, em pouquíssimo tempo o deputado conseguiu ocupar posições relevantes em Brasília. Paulo Bengtson é discreto e comedido em seus atos, apesar de ser político.  Também é líder da Igreja do Evangelho Quadrangular, sendo reconhecido no Pará e no Brasil, ocupando o cargo de conselheiro nacional da igreja. Filho do político e pastor da Igreja do Evangelho Quadrangular do Pará Josué Bengtson.